# Konstantin Rodzaevsky
Konstantin Vladimirovich Rodzaevsky (tiếng Nga: Константин Владимирович Родзаевский; 11 Tháng 8 [lịch cũ 29 Tháng 7] năm 1907 – 30 Tháng 8 1946) là lãnh đạo của Đảng Phát xít Nga, được làm ra khi ông đang lưu vong ở Mãn Châu, Rodzaevsky cũng là tổng biên tập của Nash Put'. Sau khi quân Bạch Vệ ở Nội chiến Nga thất bại, Rodzaevsky và những người theo ông đi đến lưu vong ở Mãn Châu vào năm 1925. Ông đã bị NKVD dụ dỗ quay trở lại Liên Xô và bị tử hình.

## Đầu đời
Konstantin Vladimirovich Rodzaevsky được sinh ra ở một thị trấn nhỏ ở thành phố Blagoveshchensk, trung tâm hành chính của tỉnh Amur vào ngày 11 tháng 8 năm 1907, Gia đình của Konstantin thuộc vào tầng lớp trung lưu. Ông Vladimir Ivanovich, bố của Konstantin là một quý ông làm công chứng viên có bằng luật. Mẹ của ông, Nadezhda Mikhailovna xuất thân từ một gia đình Blagoveshchensk cũ và nuôi dậy Konstantin cùng với em trai, Vladimir, và hai chị gái, Nadezhda và Nina, Konstantin đã có lúc trở thành thành viên của
Komsomol trong thời niên thiếu.

## Trở thành lãnh đạo đảng Phát xít Nga
Rodzaevsky chạy trốn khỏi Liên Xô và đến Mãn Châu vào năm 1925. Ở Harbin, Ông đã vào học viện luật pháp và gia nhập Tổ chức Phát xít Nga, Vào ngày 26 tháng 5, 1931 Ông trở thành Tổng Thư Ký của Đảng Phát xít Nga mới được thành lập; Vào năm 1934, Đảng Phát xít Nga hợp nhất với Tổ chức Phát xít Nga của Anastasy Vonsyatsky, Rodzaevsky trở thành lãnh đạo của Đảng.

## Mãn Châu Quốc

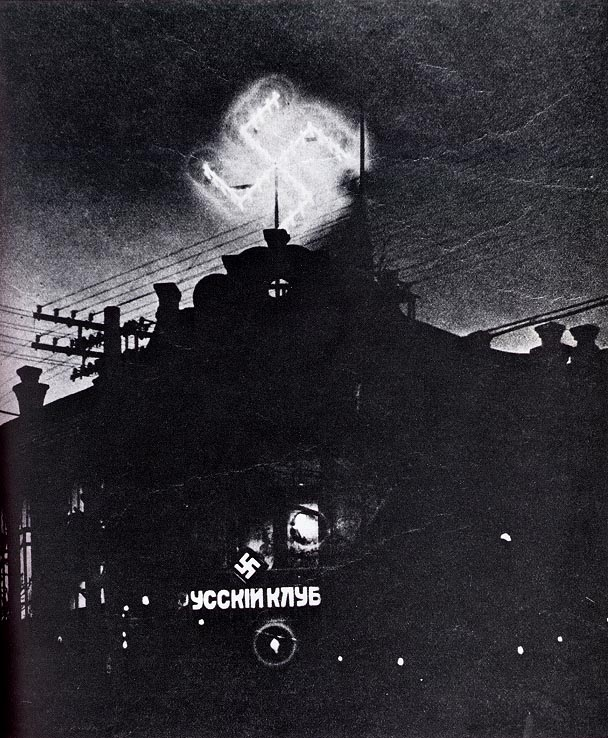
Một chi nhánh của Đảng Phát xít Nga ở Mãn Châu Lý.

Rodzaevsky có khoảng 12 nghìn người theo mình dưới thời Mãn Châu Quốc. Trong lễ kỷ niệm 2.600 năm thành lập Đế quốc Nhật Bản, Rodzaevsky, với một nhóm người được chọn, bày tỏ lòng kính trọng đối với Thiên hoàng Hirohito tại lễ kỷ niệm chính thức trong khu vực.

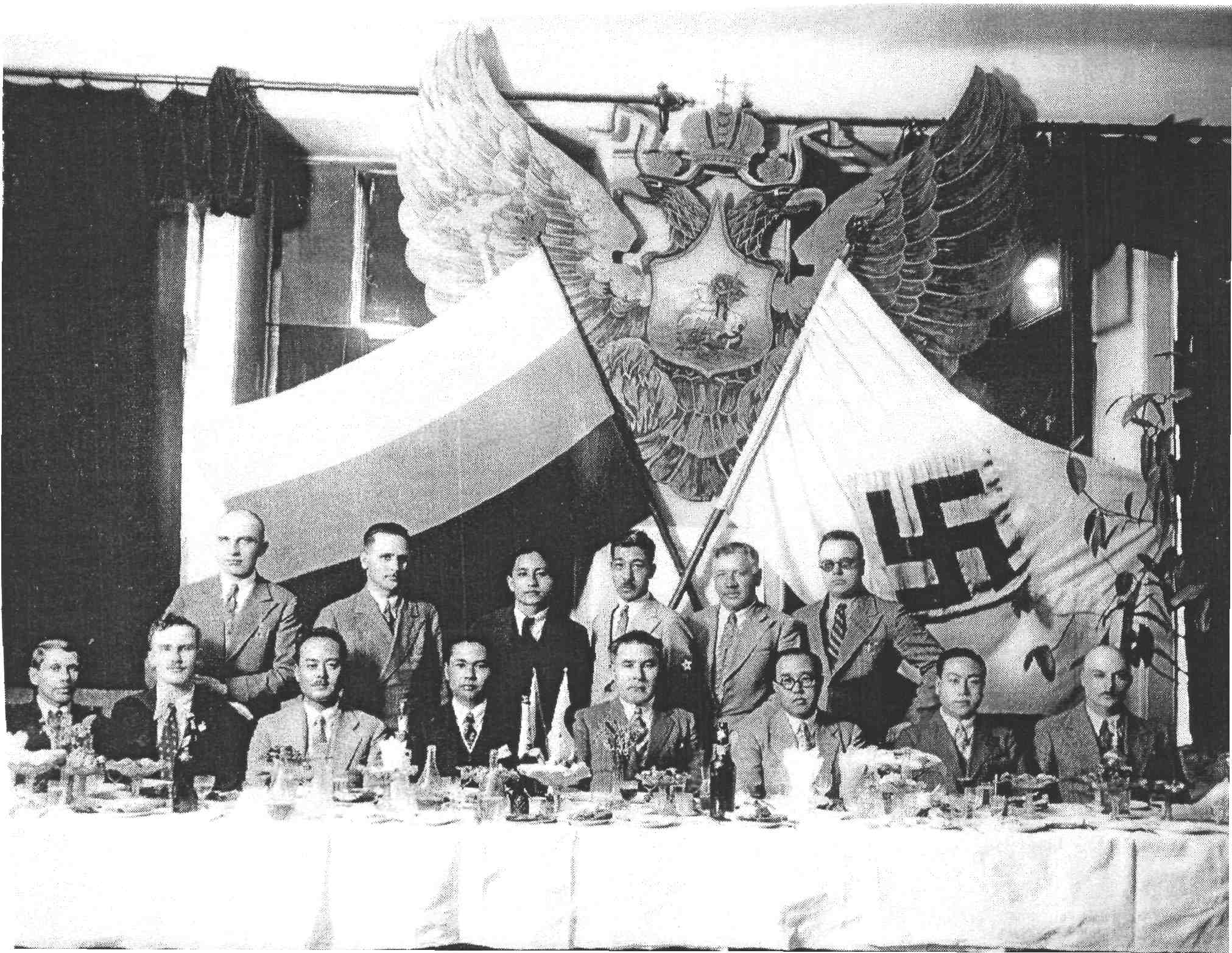
Rodzaevsky (ngồi thứ hai từ trái sang), L. F. Vlasyevsky (ngồi thứ tư từ phải sang) và bên phải ông, Akiko Toshi.

Đảng Phát xít đã đặt một chữ vạn lớn được chiếu sáng tại chi nhánh của họ ở Mãn Châu Lý, cách biên giới Liên Xô ít nhất 3 km. Nó được giữ cả ngày lẫn đêm để thể hiện quyền lực chống lại chính phủ Liên Xô.

## Chiến tranh thế giới thứ 2 và tử hình
Trong Thế chiến 2, Rodzaevsky đã cố gắng phát động một cuộc đấu tranh công khai chống lại Chủ nghĩa Bolshevik, nhưng chính quyền Đế Quốc Nhật Bản đã hạn chế các hoạt động phá hoại của Đảng Phát xít Nga ở Liên Xô. Là một người theo chủ nghĩa bài Do Thái khét tiếng, Rodzaevsky đã xuất bản nhiều bài báo trên các tờ báo của đảng Nash Put' và The Nation
Khi Liên Xô xâm chiếm Mãn Châu Quốc, Rodzaevsky chạy trốn khỏi Cáp Nhĩ Tân và chuyển đến Thượng Hải, bỏ lại gia đình của ông. Sau chiến tranh, Rodzaevsky đã tuyên bố ông là bây giờ là một người theo chủ nghĩa Cộng sản Quốc gia và Chủ nghĩa Stalin
Rodzaevsky cầu xin Stalin tha thứ, tự gọi chính ông là "nô lệ". Đáp lại, Liên Xô đề nghị ân xá cho ông và cho ông làm nhà báo. Khi Rodzaevsky trở về, ông bị bắt cùng với một thành viên khác của Đảng Phát xít Nga, Lev Okhotin. Phiên tòa, bắt đầu vào ngày 26 tháng 8 năm 1946, đã được đưa tin rộng rãi trên báo chí Liên Xô. Rodzaevsky và các nhà lãnh đạo khác của Đảng Phát xít Nga bị buộc tội Kích động chống Liên Xô. thành lập Đảng Phát xít Nga và phân phối tuyên truyền chống Liên Xô cho những người lưu vong Bạch vệ và thành lập các tổ chức chống Liên Xô tương tự ở Trung Quốc, Châu Âu và Hoa Kỳ.  Ngoài ra, theo bản án, ông đã tham gia vào việc chuẩn bị một cuộc tấn công vào Liên Xô, cùng với một số tướng lĩnh Nhật Bản, đồng thời tổ chức gián điệp, các nhóm khủng bố chống Liên Xô với sự hợp tác của tình báo Đức và Nhật Bản. Tất cả các bị cáo đều nhận tội.
Rodzaevsky bị kết án tử hình. Cũng bị kết án với nhiều hình phạt khác nhau là: Grigory Semyonov, Lev Fillipovich Vasilevsky, Aleksei Proklovich Baksheev, Lev Okhotin, Ukhtomsky và những người khác. Rodzaevsky bị hành quyết vào ngày 30 tháng 8 năm 1946. ở nhà tù Lubyanka.